# Adesmus vilhena
Adesmus vilhena là một loài bọ cánh cứng trong họ Cerambycidae.